# تپه کینی همه گه (ک - ۵۵)
تپه کینی همه گه (ک - ۵۵) مربوط به دوره اشکانیان - دوره ساسانیان است و در شهرستان هرسین، روستای عبدالتاجرین واقع شده و این اثر در تاریخ ۲۴ فروردین ۱۳۸۲ با شمارهٔ ثبت ۸۱۲۵ به‌عنوان یکی از آثار ملی ایران به ثبت رسیده است.